# Ylimmäinen Lauttajärvi
Ylimmäinen Lauttajärvi och Alimmainen Lauttajärvi, eller Lauttajärvet är sjöar i Finland. De ligger i kommunen Enare i landskapet Lappland, i den norra delen av landet, 1 000 km norr om huvudstaden Helsingfors. Ylimmäinen Lauttajärvi ligger 228 meter över havet. Arean är 25,8 hektar och strandlinjen är 2,86 kilometer lång. Sjön  ingår i Pasvik älvs huvudavrinningsområde. 